# 凱拉·康迪
凱拉·康迪（英語：Kyra Condie，1996年6月5日—）是一名美國女子運動攀登運動員。她曾經獲得2018年泛美攀岩錦標賽女子全能賽金牌。她也曾在2014年泛美青年攀岩錦標賽上獲得三枚銀牌。

## 外部連結
- IFSC （页面存档备份，存于） （英文）
- 官方网站
- 凱拉·康迪的Facebook專頁
- 凱拉·康迪的X（前Twitter）
- 凱拉·康迪的Instagram帳戶